# La Foire des ténèbres (film)
Pour les articles homonymes, voir Something Wicked This Way Comes.
Pour plus de détails, voir Fiche technique et Distribution.
La Foire des ténèbres (Something Wicked This Way Comes) est un film américain réalisé par Jack Clayton, sorti en 1983.

## Synopsis
Une foire ambulante débarque assez mystérieusement dans une petite ville des États-Unis quelque temps avant la fête d'Halloween. Deux enfants, Jim et Will, s'y rendent en cachette et découvrent des attractions plutôt inquiétantes, comme un carrousel qui permet d'inverser le cours du temps. Non moins intrigant est le propriétaire de la foire : un certain Mr. Dark…

## Fiche technique
- Titre original : Something Wicked This Way Comes
- Titre français : La Foire des ténèbres
- Réalisation : Jack Clayton
- Scénario : Ray Bradbury, d'après son roman éponyme
- Musique : James Horner
- Photographie : Stephen H. Burum
- Montage : Barry Mark Gordon & Argyle Nelson Jr.
- Production : Peter Douglas
- Sociétés de production : Walt Disney Productions & Bryna Productions
- Société de distribution : Buena Vista Distribution Company
- Budget : 19 000 000 $ (estimation)
- Pays de production :  États-Unis
- Langue : anglais
- Format : Couleurs (Technicolor) - 35 mm - 1,85:1 - Son : Dolby
- Genre : Fantastique, Thriller
- Durée : 95 min
- Dates de sortie : 
  - États-Unis : 29 avril 1983
  - France : 25 janvier 1984

## Distribution
- Jason Robards (VF : André Valmy) : Charles Halloway
- Shawn Carson (VF : Jackie Berger) : Jim Nightshade
- Vidal Peterson (VF : Amélie Morin) : Will Halloway
- Jonathan Pryce (VF : Jean-Pierre Dorat) : M. Dark
- Diane Ladd : Mme Nightshade
- Royal Dano (VF : Henri Labussière) : Tom Fury
- Mary Grace Canfield (VF : Lita Recio) : Mlle Foley
- Richard Davalos (VF : Jacques Ferrière) : M. Crosetti
- Jake Dengel : M. Tetley
- James Stacy (VF : Serge Lhorca) : Ed
- Jack Dodson (en) (VF : Teddy Bilis) : Dr Douglas
- Pam Grier : La diseuse de bonne aventure
- Ellen Geer : Mme Halloway
- Bruce M. Fisher (VF : Marc de Georgi) : M. Cooger
- Angelo Rossitto (VF : Roger Crouzet) : Le 1er nain
- Arthur Hill (VF : Patrick Poivey) : Le narrateur

## Sorties cinéma
Sauf mention contraire, les informations suivantes sont issues de l'Internet Movie Database.
- États-Unis : 29 avril 1983
- Royaume-Uni : 22 septembre 1983
- Australie : 3 novembre 1983
- France : 25 janvier 1984
- Mexique : 27 décembre 1984

## Production
C'est en 1977 que Ray Bradbury vendit les droits cinématographiques de son roman à la Paramount. Assisté du réalisateur Jack Clayton, avec qui Bradbury avait déjà travaillé sur Moby Dick, ils écrivirent un script complet. Cependant, le film ne fut jamais produit et il a été décidé de le laisser de côté.
À cette époque Walt Disney Productions avait la volonté de faire des films avec des thèmes plus adultes, afin de se libérer de l'image de producteur de films d'animations familiaux qui lui était associée. À la suite des succès de films de studios concurrents tels que Bandits, bandits et Dark Crystal, Disney décida d'acheter des droits de l'adaptation et embaucha Bradbury pour écrire un script totalement nouveau. Le journaliste John Culhane a participé à l'écriture du film mais n'est pas crédité.
Le studio sollicita également Bradbury pour le choix des acteurs et du réalisateur. Il proposa alors Clayton à la réalisation, car il avait apprécié de travailler avec lui à la Paramount. Dans un article de Cinefantastique de 1981, Bradbury déclara que ses choix initiaux pour jouer Mr. Dark étaient Peter O'Toole et Christopher Lee. Toutefois la production leur préféra un acteur relativement inconnu, afin d'avoir un budget moindre. Durant l'avancement du film, deux visions différentes se confrontèrent. Bradbury souhaitait rester le plus fidèle possible au roman, tandis que Clayton voulait faire un film plus accessible et convivial pour toute la famille. Il y eut une rupture entre eux, lorsque Clayton engagea le scénariste John Mortimer (non crédité)  pour faire une révision de scénario sur ordre du studio.
Les scènes de la place centrale de la ville ont été tournées dans un décor artificiel des studios Disney à Burbank construit en 1982 et qui était encore présent au milieu des années 1990.
Lors des projections tests, il n'y eut pas de bons retours de la part du public. Il fut alors demandé à Bradbury d'écrire une séquence d'ouverture narrative, et une nouvelle fin. Disney dépensa 5 millions de dollars US de plus, pour les nouvelles séquences filmées et montées. Bradbury dit à propos du montage final du film, "ce n'est pas un grand film, mais il est tout de même tout à fait acceptable".
Le compositeur Georges Delerue fit également les frais de ce nouveau montage puisque la musique qu'il avait initialement composée pour le film fut rejetée par le studio et remplacée par celle de James Horner.

## Accueil
Le film a été un échec commercial, rapportant environ 8 400 000 $ au box-office en Amérique du Nord pour un budget de 19 000 000 $.
Il a reçu un accueil critique plutôt favorable, recueillant 58 % de critiques positives, avec une note moyenne de 6,2/10 et sur la base de 24 critiques collectées, sur le site agrégateur de critiques Rotten Tomatoes.

## Distinctions
La Foire des ténèbres a remporté le Saturn Award du meilleur film fantastique et du meilleur scénario. Il a été nommé dans 5 autres catégories lors des Saturn Awards (musique, costumes, maquillage, effets spéciaux et second rôle masculin) ainsi qu'au prix Hugo du meilleur film.

## Analyse
Le film fut coproduit par Bryna Productions et Walt Disney Productions ; ce film fait partie d'une poignée de productions Disney du début des années 1980 visant un public plus adulte — on peut citer également Les Yeux de la forêt (The Watcher in the Woods) réalisé en 1980 par John Hough, avec Bette Davis.
Même si elle a pour héros des enfants, on peut franchement classer l'œuvre dans le genre du cinéma d'épouvante.
Neil Sinyard note que les Silly Symphonies La Danse macabre (1929) et Les Cloches de l'Enfer (1929) prouvent que Disney pouvait être macabre, sombre et que les scènes cauchemardesques sont régulièrement présentes dans les longs métrages de Disney comme Blanche-Neige (1937), Pinocchio (1940) ou Fantasia (1940). Cette présence rend futiles les critiques qualifiant d'aberration les productions plus adultes des années 1980 telles que Les Yeux de la forêt (1980) ou La Foire des ténèbres (1983), le spectateur devant y voir selon Sinyard la résurgence d'une tradition remontant à La Danse macabre.